# Otto Büsing
Otto Büsing (22 de agosto de 1896 - 8 de março de 1944) foi um oficial alemão que serviu durante a Segunda Guerra Mundial. Foi condecorado com a Cruz de Cavaleiro da Cruz de Ferro.

## Carreira

### Patentes
Oberstleutnant

### Condecorações
| Cruz de Ferro 2ª Classe                                   |
| Cruz de Ferro 1ª Classe                                   |
| Cruz de Cavaleiro da Cruz de Ferro 21 de novembro de 1942 |